# Michel Abécassis (metteur en scène)
Pour les articles homonymes, voir Michel Abécassis et Abécassis.
Michel Abécassis est un auteur, comédien et metteur en scène de théâtre français.
Il fonde le Théâtre de l'Éveil. Son travail privilégie les écritures courtes, fragmentaires ou contraintes, où la langue est plus centrale que la fictionnalité. Ainsi, il a mis en scène Boris Vian, Georges Perec, Raymond Queneau, ou encore adapté et créé au Théâtre du Rond-Point la pièce de l'Oulipo Pièces détachées.

## Dernières créations
- 1999-2000 : Le Syndrome d'Auschwitz du Ka-Tzetnik 135633
- 2000-2001 : Cabaret Pessoa
- 2000-2001 : L'Augmentation de Georges Perec
- 2001-2002 : Pierre et le loup de Serge Prokofiev
- 2001-2002 : L'or de Cajamalca de Jakob Wassermann
- 2003-2004 : Cékoikcékildiz ? de l'Oulipo
- 2004-2005 : Vian v'là Boris !, cabaret musical sur des textes de Boris Vian
- 2006-2008 : Pièces détachées de l'Oulipo, au Théâtre du Rond-Point Tournée France et étranger
- 2009-2010 : Paula Spencer  de Roddy Doyle   Théâtre de la Tempête - Bouffes du Nord- Tournée France et étranger
- 2011-2012 : Oh les beaux jours  de Samuel Beckett
- 2014-2015 : Le Rire du Diable de Michel Abécassis
- 2016-2017 : L'Augmentation de Perec  (Nouvelle version)